# Гурьев, Николай Дмитриевич
Граф Николай Дмитриевич Гурьев (1789 — 4 марта 1849) — российский дипломат из рода Гурьевых, посланник при разных европейских дворах — Франции, Нидерландов, Папской области, Неаполитанского королевства. В 1818 году стал флигель-адъютантом в свите Александра I, в 1821 году был назначен статс-секретарём МИД Российской империи, с 1834 — тайный советник. Единственный русский, запечатлённый на портретах кисти Энгра (в собрании Эрмитажа).

## Биография
Второй сын Дмитрия Александровича Гурьева (1751—1825), министра финансов (1810—1823), в декабре 1819 возведённого в графское Российской империи достоинство, и статс-дамы Прасковьи Николаевны из рода светлейших князей Салтыковых (1764—1830). Унаследовал от родителей подмосковное имение Богородское.
Получил домашнее образование. В 1809 году поступил на службу в Коллегию иностранных дел и был пожалован в камер-юнкеры Высочайшего Двора. С сентября 1810 года на военной службе, определён прапорщиком лейб-гвардии Семеновского полка. В 1811 году произведён в подпоручики, а в 1812 году — в поручики. Продвижение по служебной лестнице Гурьева, известного своим кичливым нравом, было обусловлено богатством, связями и родством.

## Военная служба
Участник Отечественной войны 1812 года. Во время войны 1812 состоял адъютантом генерала от инфантерии князя П. И. Багратиона. Затем участвовал в заграничных походах русской армии 1813—1814. За отличие награждён орденом Святой Анны IV степени и золотой шпагой с надписью «За храбрость».
В 1813 получил чин штабс-капитана, в 1814 — произведён в капитаны. В 1816 переведён подполковником в армейский Полоцкий пехотный полк, а в октябре того же года уволен с военной службы в отставку с чином статского советника. Тогда же причислен к Коллегии иностранных дел.
25 января 1818 вновь поступил на военную службу с переименованием в полковники и пожалован в флигель-адъютанты к Императору Александру I, однако 12 ноября 1821 повторно был уволен для определения к статским делам прежним чином статского советника и полностью посвятил себя дипломатической службе.

## Дипломатическая служба
Дипломатическую карьеру Н. Гурьев избрал, благодаря покровительству министра иностранных дел графа К. В. Нессельроде, женатого на сестре Н. Гурьева — Марии Дмитриевне. С 1821 последовательно занимал ряд ответственных дипломатических постов.
До 1824 служил чиновником российского посольства в Париже. В 1824 — поверенный в делах в Гааге. В 1826—1832 назначен посланником в Нидерланды. В 1832—1837 — посланник в Риме. В декабре 1834 произведён в тайные советники. В 1837—1841 — посланник в Неаполитанском королевстве. С 1841 состоял статс-секретарём при Министерстве иностранных дел. За службу удостоен ряда высших российских орденов, до ордена Святого Александра Невского включительно.
Граф Гурьев оказывал покровительство художникам-пансионерам, живших в Италии, и пользовался их любовью. Умер от болезни крови 4 марта 1849 года в Париже. Похоронен на Монмартрском кладбище.

## Семья

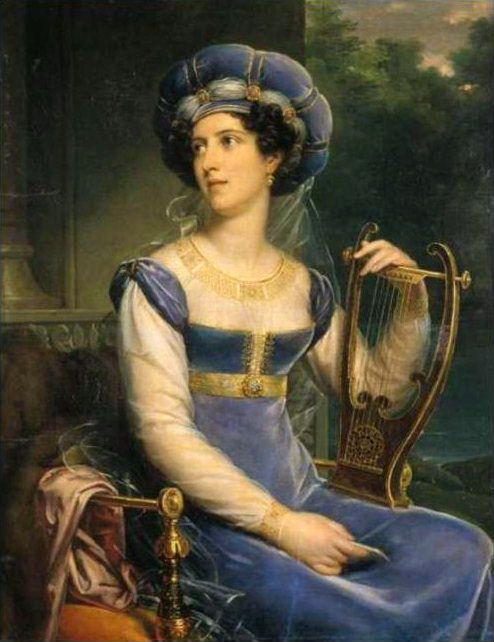
Марина Дмитриевна

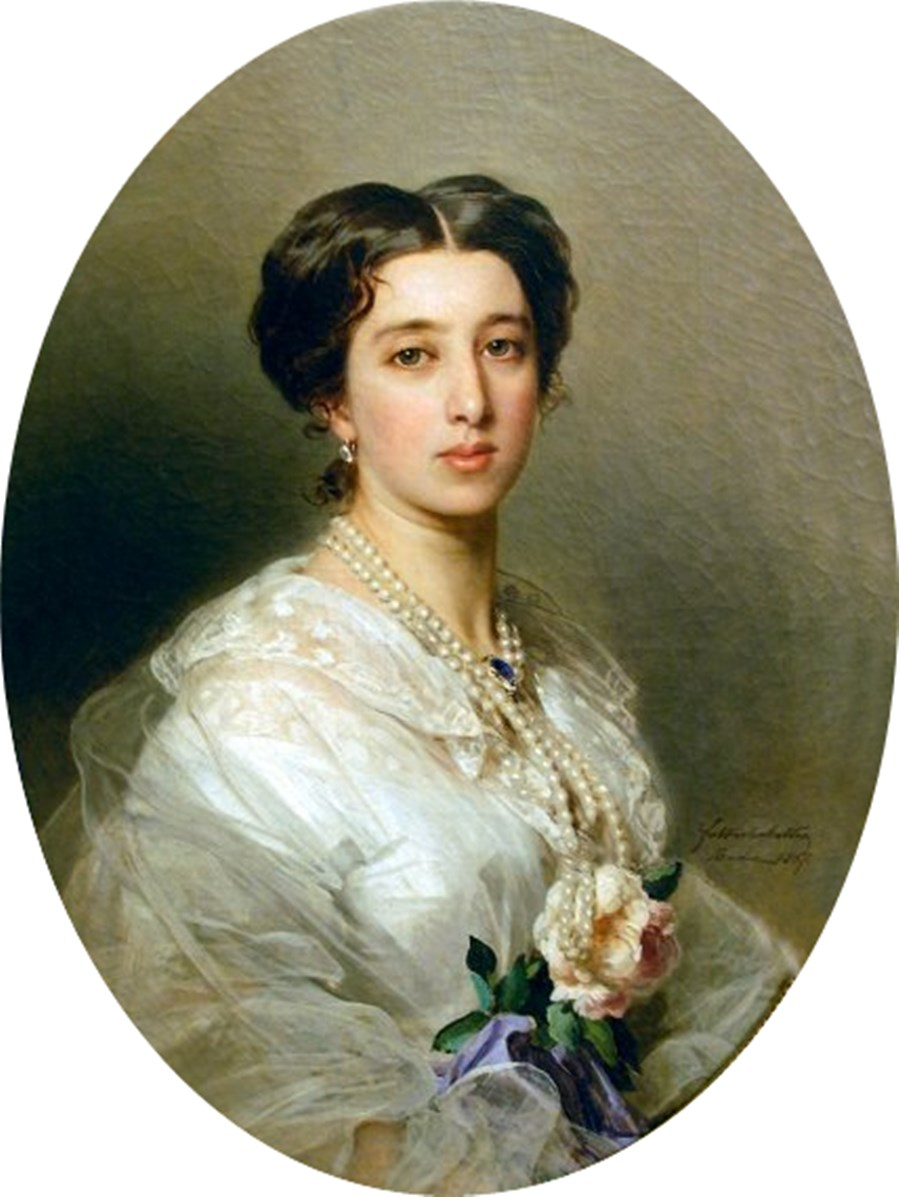
Александра Гагарина

Жена (с 10 ноября 1818 года) — Марина Дмитриевна Нарышкина (1798—1871), фрейлина двора (1818), старшая дочь обер-егермейстера Дмитрия Львовича Нарышкина и Марии Антоновны Четвертинской из рода Святополк-Четвертинских, пользовавшейся расположением Александра I. Нарышкин признал её своей дочерью и ей одной оставил своё состояние. В 1816 году за ней безуспешно ухаживал барон Т. Э. фон Бок. Графиня Луиза Виельгорская хотела выдать её замуж за своего родственника графа Матвея Виельгорского. Отличалась блестящей красотой, унаследованной от матери, на которую походила и своим характером. В записках гравёра Ф. И. Иордана, относящихся к 1836 году, говорится, что жена Гурьева «была очень легкомысленна и являла особое внимание к банкиру Александру Торлони, который по ночам пробирался тайком в их дворец». Скончалась в 11 августа 1871 года в своём саратовском имении Копены Аткарского уезда в окружение прислуги и любимой племянницы княгини Ольги Александровны Оболенской. В браке имела детей: 
- Дмитрий Николаевич (20.07.1819[8]—29.07.1820[9]), крещен 30 июля 1819 года в церкви при Департаменте уделов при восприемстве деда Д. А. Гурьева и Д. Л. Нарышкина, похоронен на Смоленском кладбище.
- Александр Николаевич (1823—1885), подполковник, жил почти постоянно в Венеции, был женат на Марии Николаевне Ширр. Брак их закончился разводом и она вышла замуж (02.07.1867) за австрийского графа Эмильяна фон Стадиона.
- Александра (Елена) Николаевна (1825—21.12.1907), фрейлина двора, замужем (с 15 сентября 1843 года)[10] за камер-юнкером князем Николаем Николаевичем Гагариным (1823—1902), их дочь Мария  (1850—1906) с 1874 года была замужем за генералом М. Д. Скобелевым. По словам графа С. Д. Шереметева, «княгиня Lina Гагарина была одна из представительниц баденской русской колонии. На первый взгляд в ней ничего иностранного ни с какой стороны не было, а между тем она приезжала в Россию в гости, по необходимости сбыть свой товар, отдать замуж своих дочерей; её родиной и её домом был Баден—Баден, где у неё была своя вилла Gunzenbach. Муж её был совершенный чудак, окончательно покинувший Россию. Живи супруги во Франции перед революциею, они были бы первыми эмигрантами»[11]. Умерла от апоплексического удара в Штутгарте. Узнав о смерти Гагариной, Шереметев записал в дневнике — «целое прошлое с этим имением».
- Ольга Николаевна (1830—1855), с 1848 года замужем за двоюродным братом матери, князем Владимиром Борисовичем Святополк-Четвертинским (1824—1859). Считалась одною из первых красавиц в Москве. По словам современника, была прелестным существом; высокая, стройная брюнетка, с тонкими чертами, с живым выражением лица, полная грации и изящества,  непринуждённого и пленительного кокетства. Брак её не был счастливым, пренебрегаемая мужем, она окружала себя поклонниками, которые становились её друзьями и никогда не смели перейти границ самого строгого приличия. Иногда это делалось без разбора, ибо она людей не знала и украшала их созданиями собственной своей фантазии. Сердце у неё было золотое, мягкое, доброе и участливое[12].  Скончалась в июне 1855 года от злейшей чахотки, оставив двух сыновей.

## Источник
- Гурьевы // Энциклопедический словарь Брокгауза и Ефрона : в 86 т. (82 т. и 4 доп.). — СПб., 1890—1907.